# Van Williams
Van Zandt Jarvis Williams (* 27. Februar 1934 in Fort Worth, Texas; † 28. November 2016 in Scottsdale, Arizona) war ein US-amerikanischer Schauspieler.

## Leben
Williams wuchs auf einer Ranch in Texas auf und studierte Viehzucht an der Texas Christian University. Danach zog er nach Hawaii, wo er als Tauchlehrer tätig war. Zu seinen Kunden zählten auch der Filmproduzent Mike Todd und dessen damalige Ehefrau Elizabeth Taylor; Todd erkannte dessen Talent und empfahl ihm eine Karriere als Schauspieler anzustreben. Williams zog nach Hollywood und nahm Schauspielunterricht. Nach kleineren Theaterrollen, darunter auch Engagements am Broadway, erhielt er schließlich einen Vertrag bei der Fernsehsparte von Warner Bros., und spielte ab 1959 eine der Hauptrollen in der Detektivserie New Orleans, Bourbon Street. Diese wurde zwar nach der ersten Staffel eingestellt, seine Rolle als Ken Medison wurde jedoch in das Spin-off Surfside 6 übernommen. Mittels Handlungsüberschneidungen trat er in gleicher Rolle auch in einigen Episoden der ebenfalls von Warner produzierten Serie 77 Sunset Strip. Nach vier Staffeln wurde Surfside 6 eingestellt, worauf Williams neben Walter Brennan eine der Hauptrollen in der Sitcom The Tycoon übernahm, welche jedoch nach der ersten Staffel eingestellt wurde. Nachdem sein Vertrag bei Warner ausgelaufen war, wechselte er zu 20th Century Fox. Seine bekannteste Rolle spielte er als Die grüne Hornisse an der Seite von Bruce Lee. Obgleich von der Serie zwischen 1966 und 1967 nur eine Staffel hergestellt wurde, blieb sie im Gedächtnis des US-amerikanischen Fernsehpublikums. Zudem wurden drei Episoden der Serie zu einem Spielfilm umgeschnitten, der unter dem Titel Das Geheimnis der grünen Hornisse auch in die deutschen Kinos kam. Im gleichen Zeitraum trat er in einigen Episoden von Batman als Grüne Hornisse auf.
Ab Ende der 1960er Jahre war er vor allem in Gastrollen zu sehen, darunter Serien wie Mannix, Der Chef und Kobra, übernehmen Sie. 1975 erhielt er ein letztes Mal eine Serienhauptrolle, von der Abenteuerserie Westwind entstanden jedoch nur 13 halbstündige Episoden. Ende der 1970er Jahre zog er sich aus dem Showgeschäft zurück. Seinen letzten Filmauftritt hatte er 1993 in einer Cameo-Rolle als Regisseur der Green-Hornet-Fernsehserie in Dragon – Die Bruce Lee Story. Zu einem Cameoauftritt in der Spielfilmadaption The Green Hornet 2010 kam es aus gesundheitlichen Gründen nicht.
Williams starb an einem Nierenversagen in seinem Heimatort.

## Filmografie (Auswahl)
- 1954: King Richard II (Fernsehfilm)
- 1959: Lawman (Fernsehserie, Folge 1x28)
- 1959–1960: New Orleans, Bourbon Street (Bourbon Street Beat, Fernsehserie, 36 Folgen)
- 1960: Je länger, je lieber (Tall Story)
- 1960–1962: Surfside 6 (Fernsehserie, 69 Folgen)
- 1961, 1963: 77 Sunset Strip (Fernsehserie, 2 Folgen)
- 1962: Cheyenne (Fernsehserie, Folge 7x10)
- 1963: Hawaiian Eye (Fernsehserie, Folge 4x20)
- 1963: Frauen, die nicht lieben dürfen (The Caretakers)
- 1964–1965: The Tycoon (Fernsehserie, 32 Folgen)
- 1965: The Dick Van Dyke Show (Fernsehserie, Folge 5x05)
- 1965: The Beverly Hillbillies (Fernsehserie, Folge 4x08)
- 1966: Batman hält die Welt in Atem (Batman, Sprechrolle)
- 1966–1967: Batman (Fernsehserie, 3 Folgen)
- 1966–1967: The Green Hornet (Fernsehserie, 26 Folgen)
- 1968: Big Valley (The Big Valley, Fernsehserie, Folge 3x22)
- 1970: Mannix (Fernsehserie, Folge 3x22)
- 1971: Der Chef (Ironside, Fernsehserie, Folge 5x04)
- 1972: Kobra, übernehmen Sie (Mission: Impossible, Fernsehserie, Folge 7x03)
- 1974: Rauchende Colts (Gunsmoke, Fernsehserie, Folge 20x05)
- 1975: The Runaways (Fernsehfilm)
- 1975: Westwind (Fernsehserie, 13 Folgen)
- 1976: Die Straßen von San Francisco (The Streets of San Francisco, Fernsehserie, 2 Folgen)
- 1977: Barnaby Jones (Fernsehserie, Folge 5x18)
- 1977: The Red Hand Gang (Fernsehserie, 4 Folgen)
- 1978: Durch die Hölle nach Westen (How the West Was Won, Fernsehserie, 3 Folgen)
- 1979: Colorado Saga (Centennial, Miniserie, eine Folge)
- 1979: Mrs. Columbo (Fernsehserie, Folge 2x04)
- 1979: Detektiv Rockford – Anruf genügt (The Rockford Files, Fernsehserie, Folge 6x05)
- 1993: Dragon – Die Bruce Lee Story (Dragon: The Bruce Lee Story)

## Broadway
- 1951–1952: Saint Joan
- 1955–1957: No Time for Sergeants